# Catocala sancta
Catocala sancta är en fjärilsart som beskrevs av George Duryea Hulst 1884. Catocala sancta ingår i släktet Catocala och familjen nattflyn. Inga underarter finns listade i Catalogue of Life.